# 1869
| 1869                                          |
| --------------------------------------------- |
| Dødsfald - Fødsler                            |
| • Begivenheder • Litteratur • Politik • Sport |

| Gregoriansk kalender | 1869 MDCCCLXIX          |
| Ab urbe condita      | 2622                    |
| Armensk kalender     | 1318 ԹՎ ՌՅԺԸ            |
| Kinesiske kalender   | 4565 – 4566 戊辰 – 己巳 |
| Etiopisk kalender    | 1861 – 1862             |
| Jødisk kalender      | 5629 – 5630             |
| Hindukalendere       |                         |
| - Vikram Samvat      | 1924 – 1925             |
| - Shaka Samvat       | 1791 – 1792             |
| - Kali Yuga          | 4970 – 4971             |
| Iransk kalender      | 1247 – 1248             |
| Islamisk kalender    | 1286 – 1287             |

Konge i Danmark: Christian 9. 1863-1906

Se også 1869 (tal)

## Begivenheder

### Maj
- 10. maj - Jernbanestrækningen Chicago-San Francisco åbnes som den sidste etape på Pacific-banen tværs over det nordamerikanske kontinent, og USA er dermed forbundet fra kyst til kyst med jernbane

### Juni
- 1. juni – C.F. Tietgen grundlægger Store Nordiske Telegraf-Selskab
- 15. juni - plaststoffet celluloid patenteres af amerikaneren John Wesley Hyatt

### August
- 2. august - Som led i Meiji-restaurationen afskaffes de fire traditionelle japanske klasser formelt

### November
- 2. november – Maribo-Bandholm Jernbane (MBJ) indvies.
- 6. november - der opdages diamanter ved Kimberley, Sydafrika.
- 17. november – Suez-kanalen der forbinder Middelhavet med Det Røde Hav, blev indviet af kejserinde Eugénie af Frankrig og kejser Franz Joseph 1. af Østrig-Ungarn

### Udateret
- Væltepeteren eller Penny-Farthing-cyklen blev opfundet.

## Født
- 3. marts – Edvard Søderberg, dansk digter og forfatter (død 1906).
- 11. april – Gustav Vigeland, norsk billedhugger (død 1943).
- 26. juni - Martin Andersen Nexø, dansk forfatter (1954).
- 2. oktober – Mahatma Gandhi, indisk leder af nationalistbevægelse mod det engelske styre (myrdet 1948).
- 22. november – André Gide, fransk forfatter og Nobelprismodtager (død 1951).
- 23. november – Valdemar Poulsen, dansk ingeniør (død 1942).
- 31. december – Henri Matisse, fransk maler og grafiker (død 1954).

## Dødsfald
- 8. marts – Hector Berlioz, fransk komponist (født 1803).
- 8. oktober - Franklin Pierce, USA's 14. præsident (født 1804).